# Antoon Hermans
Antoon Hermans (Oss, 17 december 1822  - Eindhoven, 29 augustus 1897) was een Nederlands goudsmid en kunstschilder.

## Levensloop
Hermans werd in 1822 geboren in Oss. In 1850 werd hij ingeschreven als leerling goudsmid te Eindhoven. In 1880 is Hermans geen leerling meer en doet hij goede zaken als goudsmid. Dusdanig goed, dat hij aan de bevriende architect Pierre Cuypers vraagt een woning voor hem te bouwen aan de Keizersgracht in Eindhoven. In 1884 leert Hermans Vincent van Gogh kennen. Hij vraagt aan Vincent om ontwerpen, zodat hij die zelf kan naschilderen. Van Gogh is onder de indruk van de schilderkunst van Hermans. Hermans krijgt schilderlessen van Van Gogh en op zijn beurt mag Van Gogh voorwerpen die Hermans gemaakt heeft gebruiken in zijn schilderijen.

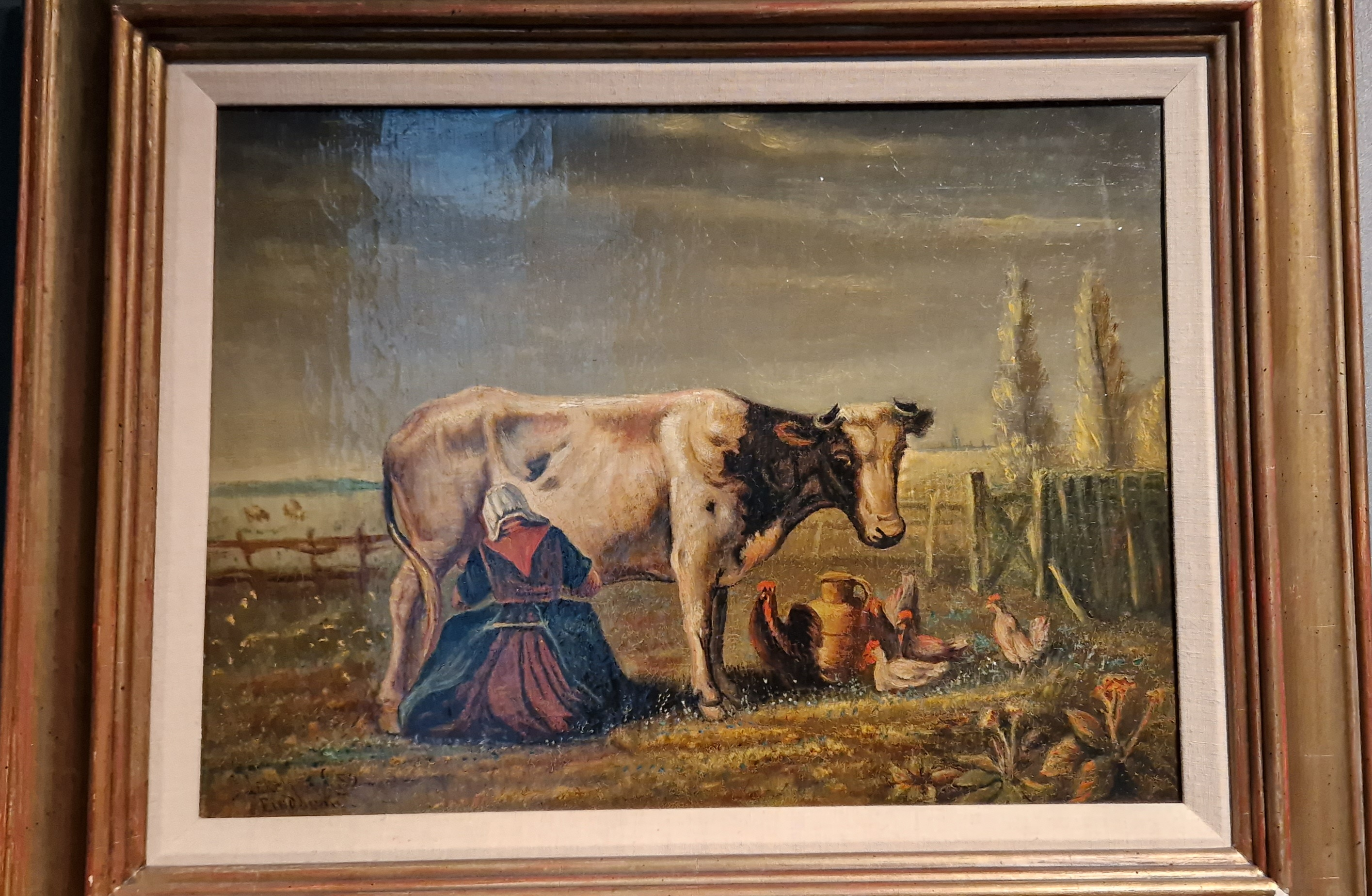
Melkende boerin, een van de schilderwerken van Hermans

- Biografisch Portaal: 10073406
- Digitale Bibliotheek voor de Nederlandse Letteren: herm039
- RKD-Nederlands Instituut voor Kunstgeschiedenis: 369397